# Помара (Мантова)
Помара је насеље у Италији у округу Мантова, региону Ломбардија.
Према процени из 2011. у насељу је живело 124 становника. Насеље се налази на надморској висини од 20 м.